# Chainhurst
Chainhurst är en ort i grevskapet Kent i sydöstra England. Orten ligger i distriktet Maidstone och civil parishen Marden, cirka 8,5 kilometer sydväst om Maidstone. Tätorten (built-up area) hade 240 invånare vid folkräkningen år 2021.